# Polycentropus deltoides
Polycentropus deltoides är en nattsländeart som beskrevs av Yamamoto 1967. Polycentropus deltoides ingår i släktet Polycentropus och familjen fångstnätnattsländor. Inga underarter finns listade i Catalogue of Life.